# 1920 en droit
Cet article présente les faits marquants de l'année 1920 en droit.

## Événements

### Janvier
- 10 janvier : promulgation du Traité de Versailles signé le 28 juin 1919 au château de Versailles.

### Août
- 10 août : conclusion du traité de Sèvres peu après la Première Guerre mondiale entre les alliés et l'Empire ottoman.
- 11 août, Lettonie : à Riga, signature du traité entre le gouvernement letton et la Russie, dont l'article 2 reconnaît l'indépendance de la Lettonie.

### Novembre
- Novembre : entrée en vigueur de la première Constitution autrichienne deux ans après la proclamation de la République.